# Narodni Dom
De Narodni Dom ("huis van het volk") in Triëst was een multifunctioneel gebouw, dat tussen 1901 en 1904 werd gebouwd naar de plannen van de architect Max Fabiani. Het was bedoeld als centraal ontmoetingspunt voor de Sloveense bevolking van Triëst. In de Narodni Dom waren verschillende organisaties ondergebracht, waaronder het Sloveense theater, een Sloveenstalige bibliotheek, een Sloveense bank, een grand café en verschillende verenigingen (met name Sokol en Edinost). De Narodni Dom werd zowel door Slovenen als Italianen waargenomen als het symbool van Sloveense aanwezigheid in de stad, hetgeen uiteindelijk leidde tot een brandaanslag door fascistische knokploegen op het gebouw op 13 juli 1920, waarbij het geheel uitbrandde. Het gebouw werd vervolgens geconfisqueerd door de Italiaanse staat.
In de voormalige Narodni Dom is (stand 2004) een tolkeninstituut van de universiteit van Triëst gevestigd. Sinds medio 2004 bevindt zich er ook een Sloveens informatiecentrum.